# 岩見沢大和タウンプラザ
岩見沢大和タウンプラザ（いわみざわやまとタウンプラザ）は、北海道岩見沢市にあるショッピングセンター。

## 施設
- スポーツDEPO
- ゲオ
- ビッグハウス
- ザ・ダイソー
- DCM
- ツルハドラッグ
- ユニクロ
- シュープラザ
- 西松屋
- ララヘアー
- メガネの愛眼
- マクドナルド
- CoCo壱番屋
- auショップ
- イート・アップ

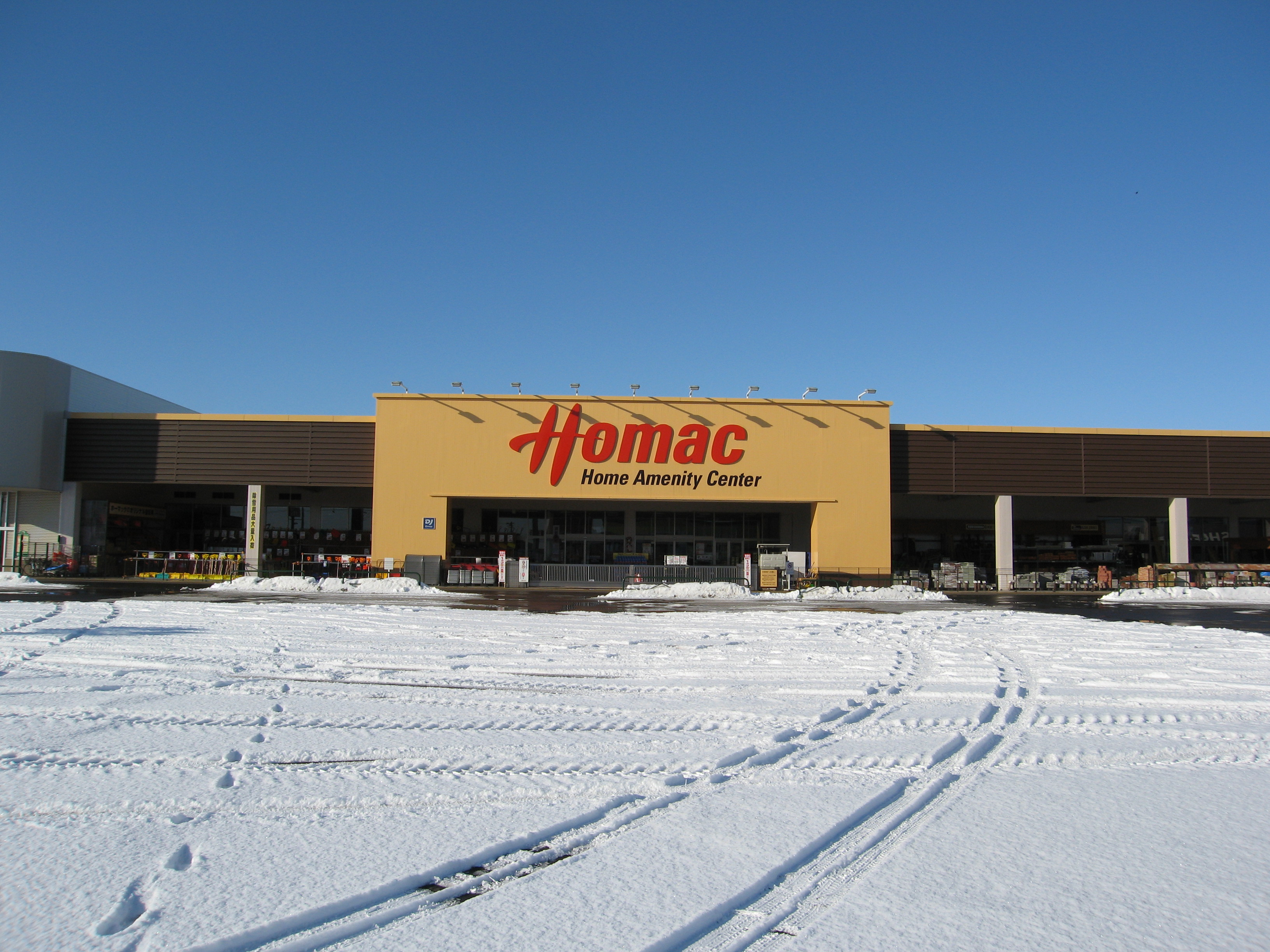
DCMホーマック岩見沢店（2008年1月）

## アクセス
北海道道6号岩見沢月形線（4条通）、国道12号（岩見沢バイパス）交点付近に位置しており、周辺にはロードサイド店舗が進出している。
- 北海道中央バス（岩見沢営業所）・新篠津交通「大和タウンプラザ前」バス停下車